# موسیقی ایران در دوران قاجار
موسیقی ایران تا حوالی قرن نهم هجری در حال رشد و تکوین بود اما از آن زمان، یک دورهٔ فترت در موسیقی ایرانی شروع شد که تا دوران قاجاریه ادامه داشت. در دوران قاجار، به ویژه در زمان سلطنت ناصرالدین شاه رشد و ترقی موسیقی ایرانی از سر گرفته شد. در این دوران، چارچوب موسیقایی ایران نیز در خلال تحول مقام به دستگاه تغییر یافت.

## تاریخچه
در پایان قرن نهم هجری، موسیقی در ایران وارد یک دوران فترت شده بود و از آن زمان تا اواخر قاجاریه و شروع مشروطیت موسیقی در ایران رونقی نداشت. اولین شاه قاجار، آغا محمدخان بود که تنها ۲٫۵ سال حکومت کرد و فرصت رسیدگی به موسیقی و هنرمندان را نیافت. اما پس از او فتحعلی شاه به موسیقی‌دانان توجه نشان داد و برایشان مقرری تعیین کرد. در این دوره دو استاد با نام‌های استاد زهره و استاد مینا هر کدام یک گروه موسیقی تشکیل دادند. این دو زن خود به ترتیب شاگرد استاد رستم شیرازی و استاد مهراب اصفهانی بودند. ثمرهٔ توجهات فتحعلی شاه و محمد شاه در دورهٔ سلطنت ناصرالدین شاه نمایان شد. این پادشاه به هنر توجه زیادی نشان داد و از رشد و ترقی موسیقی‌دانان حمایت کرد. در دوران قاجار بین موسیقیِ جدی و موسیقی سبُک مخصوص جشن‌ها و مراسم شادمانی نیز (که به نوازندگانش مطرب گفته می‌شد) تعادل برقرار شد. همچنین در این دوران موسیقی‌دانانی که با روش غربی (موسیقی کلاسیک) آشنا بودند گفتمانی جدید در مورد موسیقی ایرانی شروع کردند که آن را «علمی» و «پیشرفته» قلمداد می‌کردند و از همین جدالی طولانی میان آنان و کسانی که به روش‌های سنتی معتقد بودند آغاز شد. به بیان دیگر، موسیقی ایرانی که تا پیش از این دوران با موسیقی ترکی و موسیقی عربی بدنهٔ واحدی داشت، از این زمان مسیرش را از آن‌ها جدا کرد.
دورهٔ قاجاریه با ورود دوربین عکاسی به ایران (در زمان ناصرالدین شاه) و نیز با ورود صفحهٔ گرامافون به ایران (در سال ۱۲۸۴ ه‍.ق) همزمان شد و از همین رو تصاویر و صفحه‌های ضبط‌شده از این دوران به درک موسیقی این دوران کمک می‌کند. یکی دیگر از تحولات مهم در زمان حکومت ناصرالدین شاه، تأسیس دارالفنون توسط امیرکبیر در ۱۲۳۰ ه‍.خ (۱۸۵۱ م.) بود. در سال ۱۲۴۷ ه‍.خ شعبهٔ «موزیک نظام» دارالفنون نیز تشکیل شد که مختص موسیقی نظامی بود؛ تشکیل این نهاد آموزش موسیقی، نقطهٔ عطفی در تاریخ موسیقی دورهٔ قاجار دانسته می‌شود. به دنبال تشکیل این شعبهٔ دارالفنون، ابتدا دو کارشناس موسیقی نظامی به نام‌های بوسکه و رویون از پاریس به تهران آمدند اما بوسکه پس از یکسال ایران را ترک کرد و رویون نیز دو سال پس از آن (در ۱۲۸۴ ه‍.ق معادل ۱۸۶۸ م.)، به دلیل عدم موفقیت در کار خود از ایران رفت. در همان سال آلفرد ژان باتیست لومر موسیقی‌دان نظامی فرانسوی (معروف به موسیو لومر) به ایران آمد تا به دانشجویان موسیقی غربی را آموزش بدهد. لومر در مدت ۱۷ سالی که در ایران بود، نت‌نویسی به شیوهٔ رایج امروزی را به این دانشجویان آموزش داد و آنان را با مفاهیم موسیقی کلاسیک غربی و تئوری موسیقی آشنا کرد. در سال ۱۳۰۲ ه‍.خ (دو سال پیش از پایان دورهٔ قاجاریه)، مدرسه عالی موسیقی تشکیل شد و کلوپ موزیکال به همت علینقی وزیری تأسیس گردید. از آن زمان تا سال ۱۳۰۴ ه‍.خ، چهار ارکستر منتظم در تهران تشکیل شدند که (به ترتیب تقدم زمانی) عبارت بودند از: ارکستر نظام، ارکستر مدرسه دارالفنون، ارکستر سلطنتی، و ارکستر مدرسه عالی موسیقی. همزمان، فراگیری موسیقی نیز رواج یافت، که وفور تبلیغات خرید و فروش سازهای موسیقی در جراید آن زمان، گواهی بر این امر است. به دلیل گسترش موسیقی کلاسیک، موسیقی مطربی محدودتر شد و مخاطبین اصلی آن به محافل خصوصی (همچون عروسی، جشن ختنه‌سوران، و شب‌نشینی‌ها) محدود گردید. در این دوره همچنین انواعی از هنرهای نمایشی نظیر روحوضی، تعزیه و شبیه‌خوانی رواج یافتند که غالباً با موسیقی همراه بودند.

### موسیقی درباری

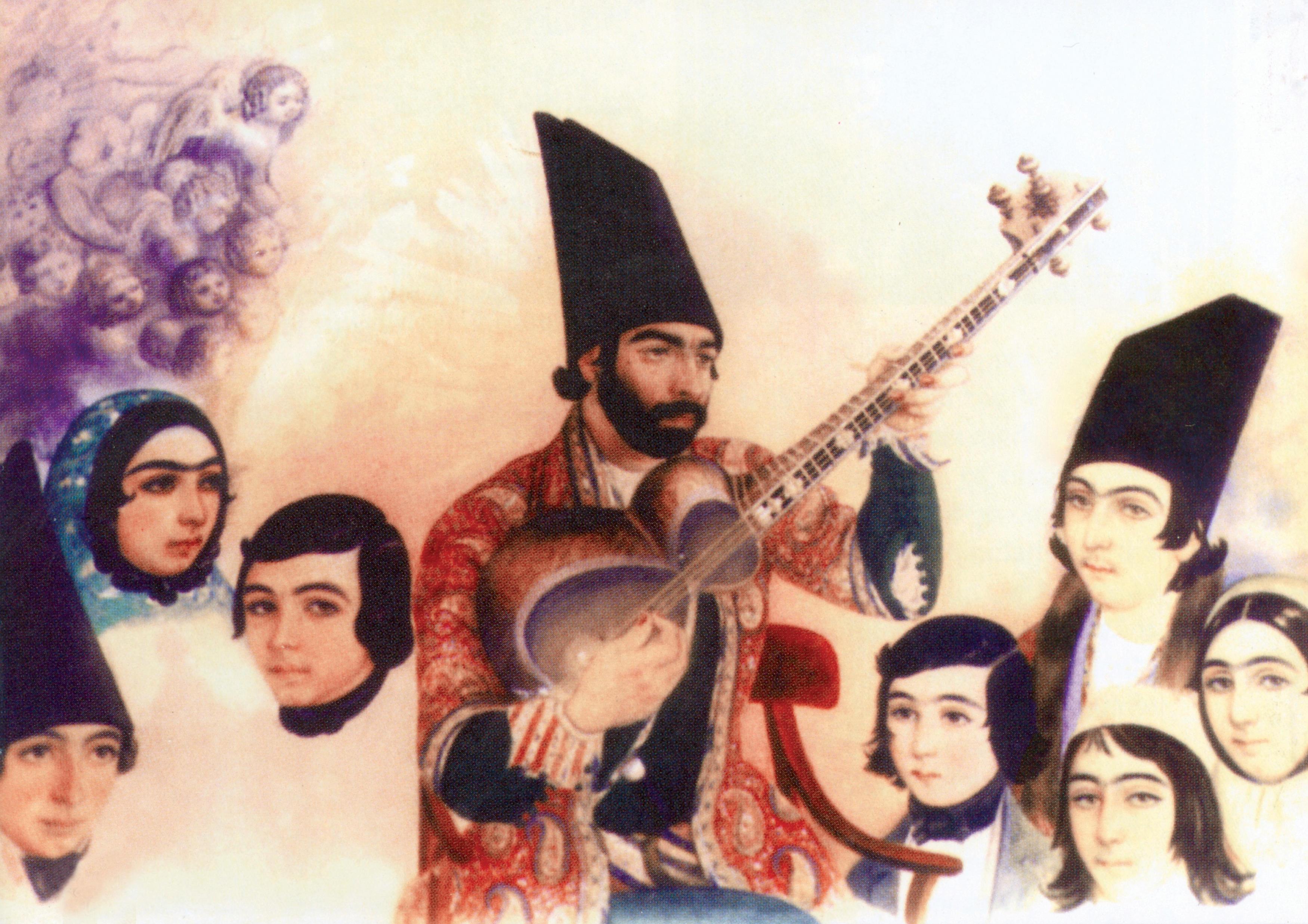
نقاشی‌ای از صنیع‌الملک. از چپ: مسعود میرزا، سلطان خانم، میرزا حیدرعلی، میرزا علی‌اکبرخان فراهانی، حسن خان، علی‌اکبر، عبدالله‌خان علاءالملک و کوکب خانم

پیش از به حکومت رسیدن آغا محمدخان و شروع دوران قاجاریه، حکومت ایران در دست افشاریان و زندیان بود. در آن دوران شیراز و اصفهان مراکز مهم فرهنگی و موسیقایی بودند. انتقال پایتخت به تهران توسط آغا محمدخان چندین سال طول کشید، و در این مدت دربارهای جانشینان کریم‌خان زند و سایر اشراف خاندان زند همزمان با دربار آقا محمدخان به حیات خود ادامه دادند و به نظر می‌رسد که این امر انتقال نقش مرکزیت فرهنگ و موسیقی به تهران را هموار کرد.
اگر چه خود آقا محمدخان دوتار می‌نواخت، با این حال شروع پرورش موسیقی درباری در دوران قاجار، با جانشینی وی توسط فتحعلی شاه صورت گرفت. بیشتر اطلاعاتی که از دوران فتحعلی شاه داریم توسط فرزندش سلطان احمد میرزا عضدالدوله (نویسندهٔ تاریخ عضدی) مستند شده‌اند. وی تاریخ عضدی را در سال ۱۳۰۴ ه‍.ق (در زمان حکومت ناصرالدین شاه) نوشته‌است و در آن از برخی از استادان دربار شاهان نخستین قاجار نام برده‌است، از جمله از «مهراب ارمنی اصفهانی» و «رستم یهودی شیرازی» به عنوان بزرگترین نوازندگان دربار فتحعلی شاه یاد کرده و از «آفا محمدرضا»، «رجبعلی [خان]» و «چالانچی خان» به عنوان بزرگترین خوانندگان این دربار اسم برده‌است. او همچنین به وجود موسیقی‌دانان حرفه‌ایِ زن که در حرمسرا برای زنان موسیقی اجرا می‌کرده‌اند اشاره کرده‌است، که از آن جمله کسی بوده به نام «شاهوردی خانم» که دختر «آقا محمدرضا» بوده و در برخی از اجراهای او، از جمله برای سیزده به در شخص شاه نیز حاضر بوده‌است. از دیگران زنان موسیقی‌دان این دوره، گل‌بخت خانم ترکمانی و کوچک خانم تبریزی بودند که از زنان حرم فتحعلی شاه بودند.
اما جدای از این موسیقی جدی‌تر، نوع دیگری در موسیقی درباری نیز وجود داشته که با مراسم شادمانی و رقص همراه می‌شده و به «بازیگرخانه» (رقاص‌خانه) دربار مرتبط می‌شده‌است. بر رأس «دستگاه بازیگرخانه» دو استادِ زن قرار داشتند: «استاد مینا» که همسر مصطفی خان عموی فتحعلی شده بود، و «استاد زهره» که فرزند جعفرقلی خان عموی دیگر فتحعلی شاه بود. استاد مینا شاگر مهراب ارمنی اصفهانی بود و استاد زهره شاگرد رستم یهودی شیرازی، و هر کدامشان بر دسته‌ای بزرگ از رقاصان ریاست می‌کردند که علاوه بر رقاصی، به خوانندگی و نوازندگی سازهای مختلف نظیر تار، سه‌تار، کمانچه، سنتور، ضرب و غیره می‌پرداختند. موسیقی‌دانان در این دوره به دو دسته تقسیم می‌شدند: موسیقی‌دانان مرد در بیرونی ساز می‌نواختند و موسیقی‌دانان زن در اندرونی؛ تنها استثنا، موسیقی‌دانان مردی بودند که دچار نابینایی بودند و اجازه داشتند در اندرونی نیز موسیقی اجرا کنند.
در دورهٔ محمد شاه قاجار (که حکومت کوتاهی داشت) نیز کمابیش همین استادان، به همراه سنتور خان (با نام اصلی حسن خان) فعال بودند. اما دوران ناصرالدین شاه نقطهٔ عطفی در موسیقی زمان قاجار است، چنان که به جز چالانچی‌خان و سنتور خان، نام هیچ‌کدام از استادان دوران فتحعلی شاه و محمد شاه در میان نیست و از چندین استاد موسیقی نام برده می‌شود که رابطه‌ای بین آن‌ها و مهراب ارمنی یا رستم یهودی ذکر نشده‌است. به هر حال نوازندگان نسل اول دوران ناصری، به خصوص علی‌اکبر فراهانی بیشترین تأثیر را روی آیندهٔ موسیقی سنتی ایرانی داشتند.
در موسیقی درباری دوران قاجار استفاده از ساز نی معمول بوده‌است؛ اگر چه این ساز در دربار حاکمان پیش از قاجار هم به کار می‌رفته اما استفاده از آن در دربار قاجاریه مورد توجه تاریخ‌نگاران مختلف بوده‌است. همچنین ساز تنبک مشخصاً تا پیش از دوران قاجار در موسیقی درباری به کار نمی‌رفته (و به جای آن از دایره استفاده می‌شده‌است). استفاده از دایره در کنار تمبک در این دوران متداول بوده‌است، اگر چه به نظر می‌رسد که به تدریج دایره جای خود را به تنبک داده‌است.
پیوند موسیقی‌دانان بزرگ با دربار تنها تا پایان دوران حکومت ناصرالدین شاه دوام داشت و از زمان مظفر‌الدین شاه سست و متزلزل شد. از «بی‌ذوقی» مظفرالدین شاه و نیز تحولاتی که منتهی به پیروزی مشروطیت شد به عنوان عواملی که بر این امر مؤثر بود نام برده‌اند. با این حال، قطع رابطهٔ موسیقی‌دانان برجسته با دربار به صورت دفعی رخ نداد. یک مثال معروف، غلامحسین خان درویش (معروف به درویش‌خان) بود. او در دربار مظفرالدین شاه نزد شاهزاده ملک منصور میرزا شعاع‌السطنه بود و پس از آن که بابت اجرای موسیقی در حضور افرادِ خارج از دربارِ شعاع‌السلطنه (که به قصد کسب درآمد بود) تهدید به قطع دستانش شد، از دربار این شاهزاده فرار کرد و در سفارت انگلستان پناه گرفت و نهایتاً با وساطت این سفارت از دربار قاجار رهایی یافت. وی نزد مردمان تهران به نواختن موسیقی می‌پرداخت و از این راه کسب درآمد می‌کرد. با این حال حتی پس از این هم او چند بار در مهمانی‌هایی اشرافی دربار ساز زد.
اتفاق مهم دیگر در این دوران، علنی شدن انجمن اخوت بود. این انجمن که تشکیل آن به صفی‌علی‌شاه نسبت داده می‌شود، در سال ۱۳۱۷ توسط رئیس وقت انجمن (علی ظهیرالدوله) علنی شد و بسیاری از نوازندگان و خوانندگان دوران قاجار در کنسرت‌های این انجمن موسیقی اجرا می‌کردند که این دسترسی عامهٔ مردم به موسیقی درباری و آثار استادان موسیقی را آسان‌تر کرد.

## موسیقی‌دانان شاخص
در دورهٔ ناصرالدین شاه، ساز کمانچه رواجی بسزا پیدا کرد. برخی از مهم‌ترین موسیقی‌دانان دورهٔ قاجاریه به شرح زیر هستند.

### نوازندگان کمانچه
- خوشنواز (یا خوشنواز خان): نوازنده‌ای بزرگ بود که کنت دو گوبینو و دوستعلی معیرالممالک در خاطراتشان از او یاد کرده‌اند.
- آقا مطلب
- محمدصادق‌خان (ملقب به سرور الملک): فرزند آقا مطلب بود (ر.ک نوازندگان سنتور)
- اسماعیل‌خان: پدر حسین‌خان اسماعیل‌زاده بود
- قلی‌خان: برادر اسماعیل‌خان بود
- موسی کاشی: کمانچه‌کش مخصوص ظل‌السلطان بود. کمانچهٔ او شش سیم داشت به این شکل که سیم اول و دوم آن مضاعف (دوتایی) بود. سیم چهارم کمانچه نیز از زمان او مرسوم شد و تا پیش از او کمانچه فقط سه سیم داشت.
- میرزا رحیم: علاوه بر کمانچه‌کشی، به شبیه‌خوانی در تعزیه نیز می‌پرداخت
- جواد قزوینی: علاوه بر کمانچه‌کشی، خوانندگی نیز می‌کرد و محبوب ناصرالدین شاه بود.
- باقرخان رامشگر: از شاگردان موسی کاشی، و اصالتاً اهل اصفهان بود. بعدها داماد آقاحسینقلی شد.
- علیرضا چنگی: از شاگردان جواد قزوینی بود و در دربار ناصرالدین شاه (و بعداً محمدعلی شاه) می‌نواخت.
- میرزا غلامحسین: پدر حبیب سماع حضور بود (که خود پدر حبیب سماعی بود). سنتور و تنبک نیز می‌نواخت، و کمانچه‌ای مخصوص اختراع کرده بود که آنرا ایستاده می‌زد و به آن نام «مجلس‌آرا» داده بود.
- حسین اسماعیل‌زاده: فرزند اسماعیل‌خان بود و کمانچه‌نوازی را از او و عمویش قلی‌خان یادگرفت. او مدتی از مطربان تهران بود اما بعداً به درویشان صفی‌علیشاهی پیوست و در کنسرت‌های انجمن اخوت می‌نواخت. او شاگردان بسیاری تربیت کرد که ابوالحسن صبا، رکن‌الدین مختاری و رضا محجوبی از آن جمله هستند.

### نوازندگانتاروسه‌تار
- آقا علی‌اکبر فراهانی: قدیمی‌ترین نوازندهٔ تار است که در کتب مربوط به موسیقی قاجاریه از او اسم برده شده‌است. به گفتهٔ جواد عبادی (که فرزند میرزاعبدالله و لذا نوهٔ آقا علی‌اکبر بود) وی از نوادگان شاه نعمت‌الله ولی بود. وی سه پسر داشت به نام‌های حسن، عبدالله و حسینقلی که اولی هنرمندی برجسته بود اما در جوانی درگذشت. زمانی که آقا علی‌اکبر درگذشت دو پسر دیگرش هنوز کودک بودند.
- آقا غلامحسین: برادرزاده و شاگرد آقا علی اکبر بود و در دربار ناصری منزلتی خاص داشت. پس از درگذشت عمویش (آقا علی‌اکبر) با زن عموی خود ازدواج کرد و آموزش موسیقی به دو پسر کوچک او (عبدالله و حسینقلی) را به عهده گرفت. او همچنین چند شاگرد دیگر را نیز تعلیم داد، از جمله نعمت‌الله خان اتابکی، یوسف‌خان صفایی، و محمدعلی‌خان مستوفی.
- میرزاعبدالله: موسیقی را ابتدا از برادر بزرگترش حسن، و سپس از آقا غلامحسین که پسرعمو و ناپدری‌اش بود فرا گرفت. اگر چه هم در تار و هم در سه‌تار هنرمندی کم‌نظیر بود، ساز اصلی او سه‌تار بود. وی شاگردان بسیاری تعلیم داد از جمله سید حسین خلیفه، مهدی صلحی (منتظم الحمکا)، سیدباقر دبیری (بیان السلطان)، مهدی دبیری، باصر السطنه راد، محب السلطان روحانی، باقر فهیمی، مرتضی صبا، آقارضاخان، بیان الممالک، ابوالحسن صبا، و محمد ایرانی مجرد.
او چهار فرزند داشت (دو دختر به نام‌های مولود و ملوک، و دو پسر با نام‌های جواد و احمد عبادی) که همگی با موسیقی مأنوس بودند. ردیف موسیقی ایرانی بیشتر منقول از میرزاعبدالله است.
- آقاحسینقلی: شاگرد برادر بزرگ خود (میرزاعبدالله) و سپس آقا غلامحسین بود. وی بزرگترین نوازندهٔ تار در زمان خودش به‌شمار می‌رفت. شاگردان بسیاری نیز داشت، از جمله: ارفع الممالک، میرزا غلامرضا شیرازی، باصر الدوله، علی‌محمد فخام بهزادی (فخام الدوله)، علینقی وزیری، غلامحسین درویش، یوسف فروتن، محسن میرزا ظلی، مرتضی نی‌داوود، معزالدین غفاری و حسینقلی غفاری (فرزندان کمال الملک)، و اسدالله سرور کرمانی (سرور حضور).
- یحیی خان زرین پنجه: نوازنده ای کلیمی و از شاگردان آقا حسینعلی و درویش خان بوده است.
- کلنل علینقی وزیری: نوازنده تار و شاگرد اساتیدی مانند آقا حسینقلی و درویش خان بود. پس از پایان جنگ جهانی اول به اروپا رفت و پس از تحصیل در فرانسه و آلمان به ایران بازگشت. در سال ۱۳۰۲ مدرسه عالی موسیقی را در تهران تاسیس کرد و در ۱۳۰۳ در محل مدرسه عالی موسیقی کلوب موزیکال را راه اندازی کرد. از ابتکارات مهمش وضع دو علانت سُری و کُرُن است که هر نتی را یک چهارم پرده زیر یا بم میکند . او در همین راستا گامی را معرفی کرد که شامل بیست و پنج نت و ۲۴ فاصله ربع پرده ای بود و آن را گام جهانی یا گام کروماتیک ایرانی نامید. وزیری کتاب های مهمی تالیف کرد که از آنها میتوان به دستور تار، موسیقی نظری (۳جلد)، آواز شناسی و صنایع مستظرفه و از آثارش میتوان به دخترک ژولیده ، بندباز ، حاضر باش، ژیمناستیک موزیکال، سمفونی شوم، سمفونی موسی و شبان و سمفونی نفت(در جریان مبارزات مصدق) اشاره کرد. [۲۵]
- سید حسین خلیفه: از شاگردان خوب میرزاعبدالله و جانشین و دستیار او بود چنان‌که شاگردان میرزاعبدالله ابتدا پیش او مشق می‌گرفته سپس پیش استاد می‌رفتند.
- اسماعیل قهرمانی: پدرش ابراهیم قهرمانی از خدمتگزاران دربار ناصرالدین شاه بود و به همین جهت اسماعیل از جوانی با میرزاعبدالله و آقا حسینقلی آشنا شد. اولین استادش سید حسن خلیفه بود و سپس به محضر میرزاعبدالله رفت. قهرمانی هر روز هفته را به یکی از دستگاه‌های موسیقی اختصاص داده بود و در آن روز تمام ردیف آن دستگاه را می‌زد و تا پایان عمر به همین رویه ادامه داد تا هیچ‌یک از گوشه‌های ردیف را از یاد نبرد.
- مهدی صلحی: در نواختن سه‌تار به جایی رسید که وی را جانشین میرزاعبدالله می‌دانستند. او ردیف میرزاعبدالله را از برداشت و به مدت هفت سال برای مهدیقلی هدایت نواخت تا او به نت درآورد.
- غلامحسین درویش (درویش‌خان): او پسر حاجی بشیر طالقانی بود و در کودکی به دارالفنون رفت تا موسیقی بیاموزد. او بعداً طبّال (نوازندهٔ طبل) گروه موسیقی داماد ناصرالدین شاه (ملیجک دوم) شد. درویش‌خان سه‌تار را از آقاحسینقلی فرا گرفت و خود شاگردان بسیاری ترتیب کرد. هر یک از شاگردانش که دورهٔ درس درویش‌خان را به انتها می‌رسانید نشان «تبرزین طلایی» دریافت می‌کرد. درویش‌خان در ساختن قطعات ضربی به خصوص پیش‌درآمد و رِنگ دارای ابتکار خاصی بود.
- محمد ایرانی مجرد: مانند اغلب شاگردان میرزاعبدالله، سه‌تار را نزد سید حسین خلیفه شروع کرد و سپس به محضر میرزاعبدالله رسید. تا پس از نودسالگی کماکان به تعلیم موسیقی می‌پرداخت و از شاگردانش می‌توان به محمود کریمی اشاره کرد.

### نوازندگانسنتور
- سنتور خان: نام اصلی او محمدحسن‌خان بود؛ او در اوایل دورهٔ ناصری نوازندگی می‌کرد و اولین استاد سنتوری است که در کتاب‌های مربوط به موسیقی دوران قاجار از او اسم برده شده‌است.
- محمدصادق‌خان (سرور الملک): فرزند مطلب‌خان کمانچه‌کش معروف دربار ناصری بود. پس از فراگیری کمانچه از پدر، شاگرد سنتورخان شد و این قدر در آن پیشرفت کرد که لقب سرور الملک به او دادند. همچنین اولین موسیقی‌دان این ایرانی بود که دست به پیانو برد. مشیر همایون شهردار، نوازندهٔ پیانو، که از جمله شاگردان وی بود در توصیف محمدصادق‌خان گفته بود که هیچ‌کس در نواختن سنتور به او نمی‌رسید.
- حبیب سماع حضور: او شاگر سرور الملک بود و ابتدا پای ساز او ضرب می‌گرفت و بعداً از او سنتور آموخت و به مرحلهٔ استادی رسید.
- علی‌اکبر شاهی (میرزا علی‌اکبر آبدارخانه): شاگرد دیگر سرور الملک بود. لقب آبدارخانه زمانی به او داده شد که در نتیجهٔ اختلاف بین ظل السلطان و نایب السلطنه (پسران ناصرالدین شاه) بر سر تصاحب او، به آبدارخانهٔ شاهی پناهنده شد. از او یک صفحه گرامافون به جا مانده‌است.

### نوازندگاننیوفلوت
- سلیمان اصفهانی: پدر نایب اسدالله
- ابراهیم آقاباشی: استاد نایب اسدالله
- قلی‌خان: به جز نی نواختن، تعزیه‌خوانی نیز می‌کرد.
- نایب اسدالله: بزرگترین استاد نی در این دوران بود. تا پیش از او نی (مانند روشی که در دیگر کشورها معمول است) با لب زده می‌شد. نواختن نی با دندان را وی پایه‌گذاری کرد.
- شاه یدی: نام اصلی‌اش یدالله میرزا بود و در ابتدا نوازندهٔ قره‌نی بود اما بعداً به نواختن نی هفت‌بند پرداخت و در آن مهارت یافت.
- اکبر فلوتی: نواختن فلوت را در دارالفنون فرا گرفت. یعقوب رشتی از شاگردان وی بوده‌است. از او چند صفحه گرامافون به جا مانده‌است.

### خوانندگان
- درویش حسن: از قدیمی‌ترین خوانندگان دورهٔ قاجار است که از او اسم برده شده‌است. شاگردان بسیاری تربیت کرد از جمله: میرزا حسن خاکی بزرگ، میرزا ابراهیم خاکی کوچک، ریحم زری‌باف، رحیم خواجویی، ابراهیم آقاباشی.
- شیخ محمود خزانه: از خوانندگان کم‌نظیر دورهٔ ناصری بود.
- سید حسین طاهرزاده
- سید عبدالرحیم اصفهانی: استاد طاهرزاده بود
- علی‌خان نایب‌السلطنه

همچنین در دوران مظفرالدین شاه تا احمد شاه، از خوانندگان شاخص زیر نام برده شده‌است:
- قلی خان شاهی
- قربان خان شاهی
- ابوالحسن اقبال آذر (معروف به اقبال‌السلطان)
- سید حسین طاهرزاده: ظاهراً به درباری وابسته نبود و در کنسرت‌های انجمن اخوت شرکت می‌کرد

### نوازندگانتنبک
از این گروه با نام «ضرب‌گیر» هم یاد می‌شده و بسیاری از تصنیف‌خوانان نیز ابتدا ضرب‌گیر بودند.
- آقاجان اول
- حبیب سماع حضور: قبل از این که به استادی سنتور برسد، ضرب‌گیر سرور الملک بود.
- آقاجان دوم
- رضا روانبخش: فرزند و شاگرد آقاجان دوم بود.
- حاجی‌خان عین‌الدوله‌ای: فرزند و شاگرد آقاجان اول بود. درویش‌خان گفته بود که او «حکم مترونوم ارکستر را داشت».
- بالاخان: از شاگردان آقاجان دوم، و پدر مرتضی نی‌داوود بود.
- محمدتقی‌خان: شاگرد سماع حضور بود.
- حاجی احمد کاشی: ضرب‌گیر دورهٔ میرزاعبدالله و آقاحسینقلی بود و ساز این دو را همراهی می‌کرد.
- عیسی آقاباشی: شاگرد ابراهیم آقاباشی، خواننده و نی‌زن معروف بود.

## منبع‌شناسی
تنها کتاب مهمی که در این دوره در مورد موسیقی نوشته شده بحور الالحان (اثر فرصت‌الدوله شیرازی) است که در آن به ابعاد نظری موسیقی پرداخته شده و اشاره‌ای به وضع موسیقی و موسیقی‌دانان نشده‌است. لذا عمدهٔ مطالبی که در مورد موسیقی دورهٔ قاجار موجود است بر اساس آثار غیرموسیقایی است. این آثار شامل سفرنامه‌های اروپاییان به ایران، خاطرات و یادداشت‌های مؤلفان آن دوران (به ویژه آن‌هایی که در دربار رفت و آمد داشتند)، و تاریخ‌نگاری‌ها می‌شود که تاریخ عضدی و خاطرات دوستعلی میرالممالک از آن جمله‌اند.